# The Beatles: The Collection
The Beatles: The Collection is een boxset van de Britse band The Beatles. Op de boxset zijn alle albums van de band te vinden. De boxset werd in oktober 1982 uitgebracht en kreeg positieve reacties van critici en fans vanwege het destijds superieure geluid. De boxset werd uitgebracht door Mobile Fidelity Sound Lab en was tot oktober 1985 op de markt.
Op de boxset waren alleen de albums van The Beatles te vinden. Losstaande singles, alle extended plays en enkele nummers die nooit op een van de Britse albums van de band verschenen, stonden niet op de boxset.

## Albums
| #  | Album                                 | Releasedatum      |
| -- | ------------------------------------- | ----------------- |
| 1  | Please Please Me                      | 22 maart 1963     |
| 2  | With the Beatles                      | 22 november 1963  |
| 3  | A Hard Day's Night                    | 10 juli 1964      |
| 4  | Beatles for Sale                      | 4 december 1964   |
| 5  | Help!                                 | 6 augustus 1965   |
| 6  | Rubber Soul                           | 3 december 1965   |
| 7  | Revolver                              | 5 augustus 1966   |
| 8  | Sgt. Pepper's Lonely Hearts Club Band | 1 juni 1967       |
| 9  | Magical Mystery Tour                  | 27 november 1967  |
| 10 | The Beatles ("White Album")           | 22 november 1968  |
| 11 | Yellow Submarine                      | 17 januari 1969   |
| 12 | Abbey Road                            | 26 september 1969 |
| 13 | Let It Be                             | 8 mei 1970        |